# Stephen E. Rivkin
Stephen Elliott Rivkin (Minneapolis, 9 gennaio 1956) è un montatore statunitense, famoso per i suoi lavori in film come La maledizione della prima luna nel 2003, Pirati dei Caraibi - La maledizione del forziere fantasma nel 2006, Pirati dei Caraibi - Ai confini del mondo nel 2007 e Avatar nel 2009.

## Filmografia
- The Personals, regia di Peter Markle (1982)
- I 5 della squadra d'assalto (Band of the Hand), regia di Paul Michael Glaser (1986)
- Spalle larghe (Youngblood), regia di Peter Markle (1987)
- Extralunati (Stranded), regia di Fleming B. Fuller (1987)
- Bat*21, regià di Peter Markle (1988)
- Mio cugino Vincenzo (My Cousin Vinny), regia di Jonathan Lynn (1992)
- Robin Hood - Un uomo in calzamaglia (Robin Hood: Men in Tights), regia di Mel Brooks (1993)
- Bagliori nel buio (Fire in the Sky), regia di Robert Lieberman (1993)
- Only You - Amore a prima vista (Only You), regia di Norman Jewison (1994)
- Virus letale (Outbreak) , regia di Wolfgang Petersen (1995)
- Nine Months - Imprevisti d'amore (Nine Months), regia di  Chris Columbus (1995)
- Uomini spietati (Last Days of Frankie the Fly), regia di Peter Markle (1996)
- Bogus - L'amico immaginario (Bogus), regia di Norman Jewison (1996)
- Una ragazza sfrenata (Excess Baggage), regia di Marco Brambilla (1997)
- Hurricane - Il grido dell'innocenza (The Hurricane), regia di Norman Jewison (1999)
- Giovani diavoli (Idle Hands), regia di Rodman Flender
- Wooly Boys, regia di Laszek Burzynski (2001)
- Codice: Swordfish (Swordfish), regia di Dominic Sena (2001)
- Ali, regia di Michael Mann (2001)
- La maledizione della prima luna (Pirates of the Caribbean: The Curse of the Black Pearl), regia di Gore Verbinski (2003)
- The Statement - La sentenza (The Statement), regia di Norman Jewison (2003)
- Stealth - Arma suprema (Stealth) regia di Rob Cohen (2005)
- Pirati dei Caraibi - La maledizione del forziere fantasma (Pirates of the Caribbean: Dead Man's Chest), regia di Gore Verbinski (2006)
- Pirati dei Caraibi - Ai confini del mondo (Pirates of the Caribbean: At World's End), regia di Gore Verbinski (2007)
- Avatar, regia di James Cameron (2009)
- Exodus - Dei e re (Exodus: Gods and Kings), regia di Ridley Scott (2014)
- Fantastic 4 - I Fantastici Quattro, (Fantastic Four), regia di Josh Trank (2015)
- Blackhat, regia di Michael Mann (2015)
- Alita - Angelo della battaglia (Alita: Battle Angel), regia di Robert Rodriguez (2019)
- Avatar - La via dell'acqua (Avatar: The Way of Water), regia di James Cameron (2022)